# The Parallax View
The Parallax View (bra: A Trama; prt: A Última Testemunha) é um filme de suspense dos Estados Unidos de 1974, realizado por Alan J. Pakula, com roteiro de David Giler, Lorenzo Semple Jr. e Robert Towne baseado no romance homônimo de Loren Singer.

## Resumo
Na cidade de Seattle Joseph Frady (Warren Beatty), um jornalista com uma vida normal, perdeu a oportunidade de testemunhar o assassinato de Charles Carroll (Bill Joyce), um senador que disputava a corrida a presidente. Porém Lee Carter (Paula Prentiss), uma jornalista que se tinha envolvido com Frady, acabou por presenciar tudo. Após quatro meses de investigações exaustivas, uma comissão de acompanhamento chegou á conclusão de que não houve conspiração nenhuma e que Thomas Richard Linder (Chuck Waters) foi o único responsável pelo crime.
Lee afirma a Joseph que teme pela vida dela, já que outras seis testemunhas também morreram. Joseph não liga muito aos receios de Lee, até ela acabar por aparecer morta. Então Joe vai para uma pequena cidade, onde uma testemunha tinha morrido de forma misteriosa. Numa explosão de um barco também duas testemunhas morrem, mas como Joe estava junto delas foi dito que três pessoas morreram. Mas ele prefere "continuar morto", só o chefe dele, Bill Rintels (Hume Cronyn), sabe que ele está vivo e de saúde.
Joe quer infiltrar-se na Parallax Corporation tornando-se um dos muitos assassinos profissionais, pois acredita que ali estão as respostas para as mortes que sucederam de forma misteriosa. 

## Elenco
- Warren Beatty (Joseph Frady)
- Hume Cronyn (Bill Rintels)
- William Daniels (Austin Tucker)
- Chuck Waters (Thomas Richard Linder)
- Kenneth Mars (Agente Will)
- Paula Prentiss (Lee Carter)
- Walter McGinn (Jack Younger)
- Kelly Thordsen (Xerife L.D. Wicker)
- Jim Davis (Senador John Hammond)
- Edward Winter (Senador Jameson)
- Earl Hindman (Deputado Red)
- Bill Joyce (Senador Charles Carroll)